# Argyria argyrodis
Argyria argyrodis là một loài bướm đêm trong họ Crambidae.